# Proprioseiopsis globosus
Proprioseiopsis globosus är en spindeldjursart som först beskrevs av Gonzalez och Schuster 1962.  Proprioseiopsis globosus ingår i släktet Proprioseiopsis och familjen Phytoseiidae. Inga underarter finns listade i Catalogue of Life.